# MicroSPARC
MicroSPARC (кодовое имя «Tsunami») — микропроцессор, поддерживающий систему команд SPARC V8, разработанный корпорацией Sun Microsystems. Это низкопроизводительный процессор, предназначавшийся для использования в низкопроизводительных рабочих станциях и встроенных системах. Сам микропроцессор был разработан Sun Microsystems, при этом был использован математический сопроцессор (FPU) компании Meiko Scientific. Процессор содержал 800,000 транзисторов.
У microSPARC были два производных: microSPARC-II и microSPARC-IIep. microSPARC-IIep — это microSPARC-II с тактовой частотой 100 МГц и с интегрированным PCI контроллёром для встроенных систем. Он был произведён компанией LSI Logic по заказу Sun и использовался в сетевых компьютерах JavaStation.